# Benedikt Kühn
Benedikt Kühn (* 21. März 1777 in Mainz; † 9. August 1854 in Karlsruhe) war ein badischer Generalmajor.
1806 begann Benedikt Kühn seine militärische Laufbahn als Premierleutnant, 1808 wurde er Stabs-Capitän und 1809 Capitän 2. Klasse. 1813 erfolgte die Beförderung zum Major im Regiment „Großherzog“, 1821 zum Obristleutnant und 1830 zum Obrist. Er war zuletzt ab 1832 Kommandeur des 2. Infanterieregiments. 1840 wurde er zum Generalmajor befördert und ging in Pension.

## Auszeichnungen
- Ritterkreuz des Karl-Friedrich-Verdienstordens
- Ritter der französischen Ehrenlegion
- 1826 Kommandeurkreuz des Ordens vom Zähringer Löwen mit Eichenlaub.
- 1830 Kommandeurkreuz I. Klasse mit Stern des Ordens vom Zähringer Löwen mit Eichenlaub.